# Tim Juel
Tim Niels Mikael Juel, född 5 augusti 1994 i Svenstavik, är en svensk professionell ishockeymålvakt. Hans moderklubb är Svenstaviks HK.
Tim gjorde sin HA-debut säsongen 2019/2020 för BIK Karlskoga. Två år senare gjorde han sin SHL-debut säsongen 2021/2022 för IK Oskarshamn. Säsongen 2023/2024 spelar han för Timrå IK.